# Kobercové bombardování

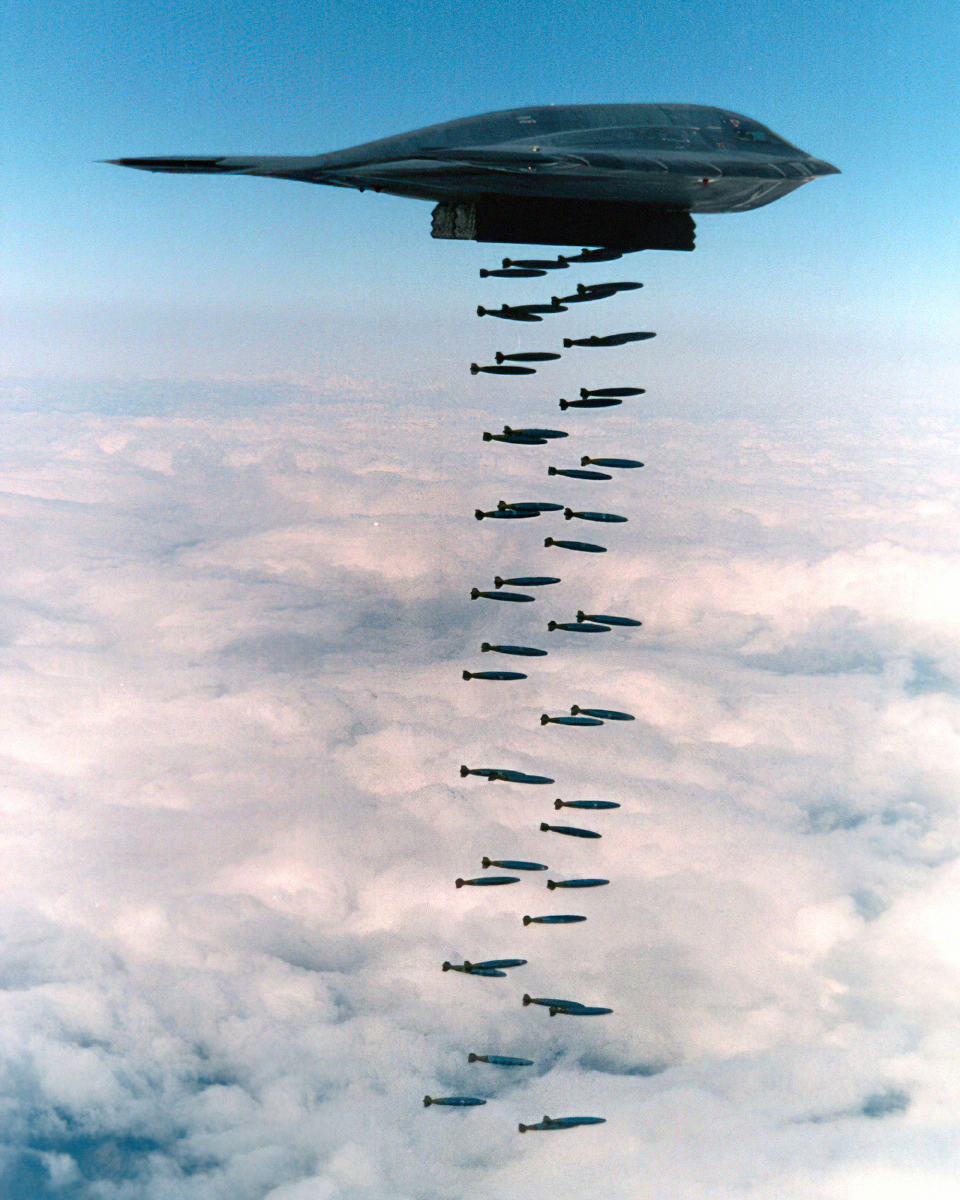
Pohled na bombardér B-2 při kobercovém bombardování

Kobercové bombardování je speciální druh náletu, během kterého je do boje nasazeno velké množství letadel. Úkolem kobercového bombardování je celkové zničení rozlehlého území. Nejčastěji se používá pro zničení průmyslových oblastí nepřítele.
Teorii kobercového bombardování sestavil generál Giulio Douhet a k prvnímu využití proti civilním cílům došlo ve Španělské občanské válce při zničení města Guernica v dubnu 1937.
Princip spočívá ve velkém počtu letadel, která letí v těsné formaci. V oblasti určeného cíle otevřou postupně letadla pumovnice a začnou vypouštět velké množství leteckých pum, které zasahují rozsáhlá území. Cílem kobercového bombardování není zničení konkrétního cíle, ale rozrušení celé oblasti, ať už v oblasti logistické či výrobní. Kobercové bombardování způsobuje ničení i civilních objektů a rozsáhlé civilní ztráty.
Kobercové bombardování zažívalo hlavní rozmach v průběhu druhé světové války, kdy bylo často nasazováno na obou válčících stranách proti průmyslovým, ale i civilním cílům na území soupeře k podlomení výrobních kapacit, ale i morálky obyvatelstva. Další velké použití následovalo ve válce ve Vietnamu. V dnešní době se od jeho používání upouští, jelikož armáda má v rukou mnohem účinnější zbraň v podobě řízených raket a pum, které jsou schopny vyřadit cíl mnohem efektivněji a rychleji.